# Едіт Бос
Едіт Бос (нід. Edith Bosch, 31 травня 1980) — нідерландська дзюдоїстка, олімпійська медалістка.

## Виступи на Олімпіадах
| Олімпіада   | Дисципліна        | Місце |
| ----------- | ----------------- | ----- |
| Сідней 2000 | середня категорія | =7    |
| Афіни 2004  | середня категорія | 2     |
| Пекін 2008  | середня категорія | =3    |
| Лондон 2012 | середня категорія | =3    |